# Taeniopygia guttata

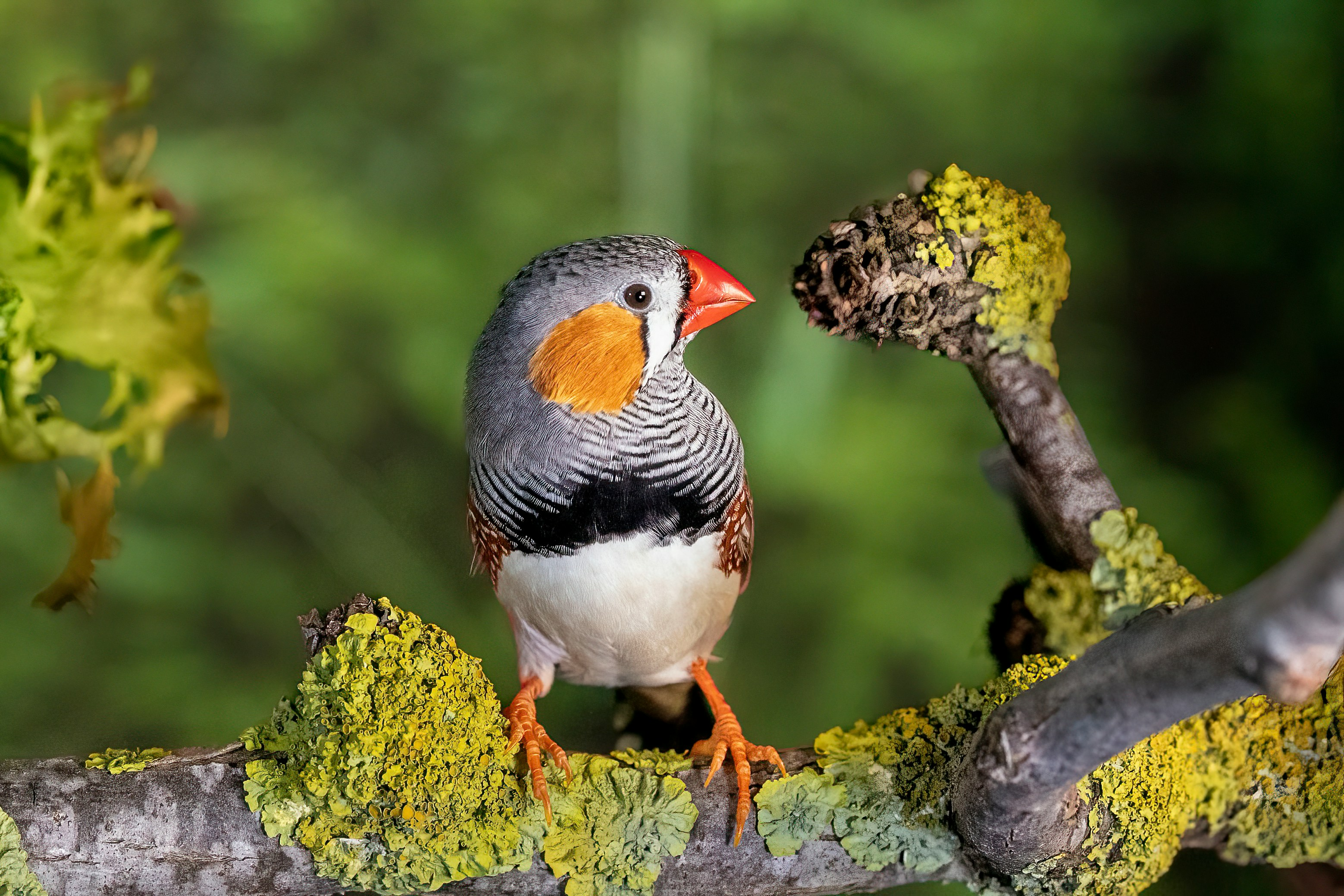
I colori del diamantino mandarino maschio (ph. Angelo Casto)

Il diamante mandarino, conosciuto anche come diamantino o erroneamente come bengalino (Taeniopygia guttata Vieillot, 1817), è un uccello passeriforme della famiglia degli Estrildidi.

## Tassonomia

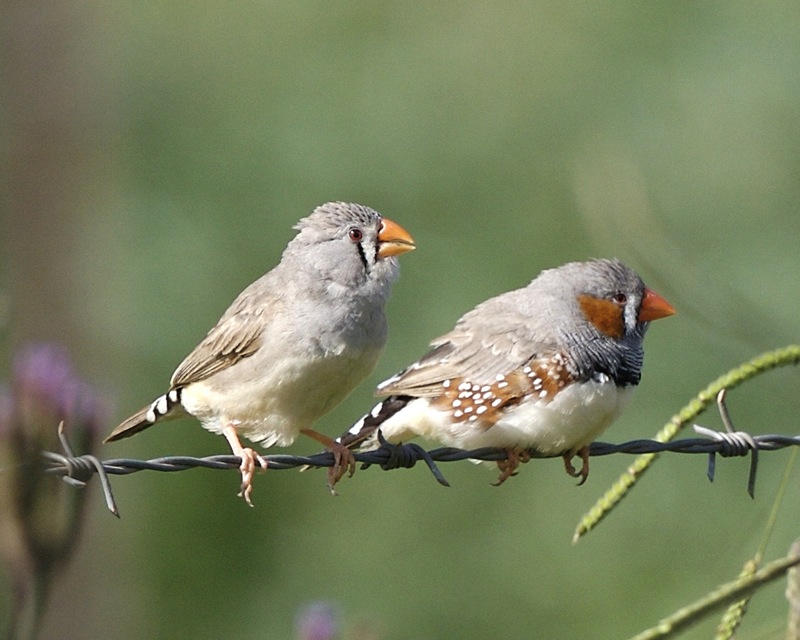
Coppia di T. g. castanotis

In passato il diamante mandarino è stato classificato nel genere Lonchura col nome di Lonchura guttata: in seguito esso è stato spostato nel genere Poephila assieme ad altre specie di diamante australiano. Nel ventunesimo secolo esso viene ascritto al genere Taeniopygia assieme al diamante di Bichenov (che alcuni autori preferirebbero collocare in un proprio genere Stizoptera, sicché Taeniopygia diverrebbe anch'esso un genere monospecifico col solo diamante mandarino ascritto), che nell'ambito della sottofamiglia Lonchurinae forma un clade con il diamante variopinto.
Vengono generalmente riconosciute due sottospecie di diamante mandarino:
- Taeniopygia guttata guttata, endemica dell'isola indonesiana di Timor, caratterizzata da taglia media minore e dall'assenza delle striature nere sul petto;
- Taeniopygia guttata castanotis, di taglia maggiore, diffusa in Australia e capostipite degli attuali diamanti mandarini che vengono allevati come uccelli da gabbia[4];

Il nome scientifico della specie deriva dal latino gutta ("goccia"), in riferimento alla caratteristica striscia nera sotto gli occhi che ricorda una lacrima che riga la faccia.

## Distribuzione edhabitat

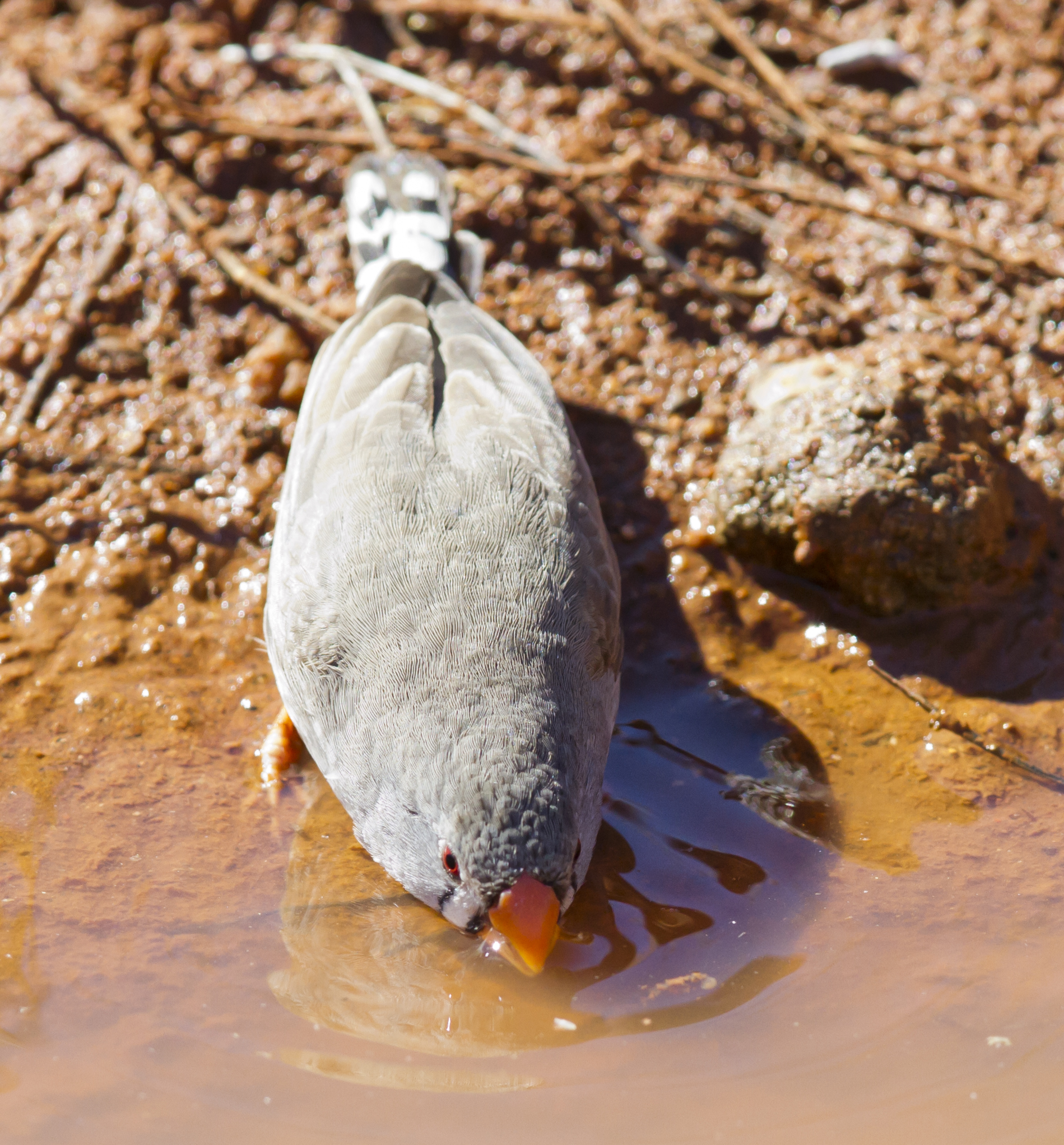
Una femmina selvatica si abbevera a Karratha.

Il diamante mandarino è naturalmente diffuso in ampie zone costiere dell'Australia orientale e meridionale, oltre che su varie isole della Sonda come Flores, Timor, Alor, Wetar e Sumba. Questo uccello è stato inoltre introdotto in buona parte dell'Indonesia ed in Tasmania, dove si è naturalizzato: grazie alla sua resistenza e adattabilità, inoltre, popolazioni di individui sfuggiti alla cattività si trovano sparse anche nell'emisfero boreale.
L'habitat originario del diamante mandarino è rappresentato dalle aree di savana e dalle aree secche subtropicali a copertura erbosa e con presenza sporadica di cespugli od alberi. Si tratta tuttavia di una specie molto rustica e adattabile che tollera un ampio range di temperature e può vivere in ambienti che vanno dal semidesertico al temperato, passando per aree a forte disturbo antropico dove si adatta molto bene alla convivenza con l'uomo: la sua presenza è tuttavia legata alla concomitante presenza di fonti permanenti d'acqua dolce ma in assenza di acqua dolce si è adattato a bere acqua di mare.

## Descrizione

### Dimensioni
Si tratta di uccelli di piccole dimensioni, che misurano fra gli 8 e i 12 cm di lunghezza per un peso che può raggiungere i 12 grammi: a parità d'età, i due sessi hanno dimensioni simili. Gli esemplari domestici, anche nelle varietà "ancestrali" (ossia con forma e colore immutate rispetto agli esemplari selvatici), tendono ad essere più pesanti per via della nutrizione più costante, arrivando ai 40 g di peso.

### Aspetto

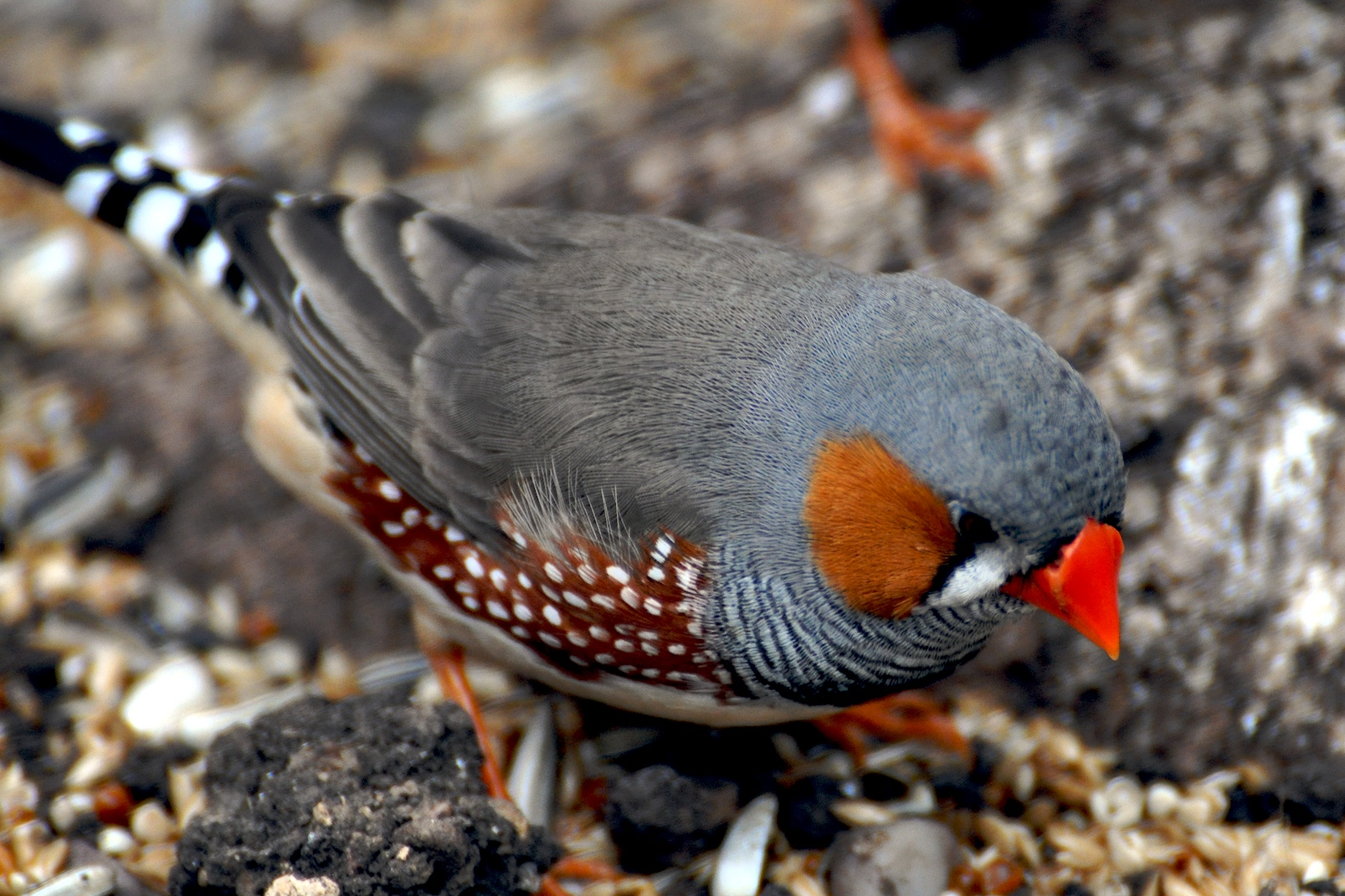
Un maschio di diamante mandarino al suolo.

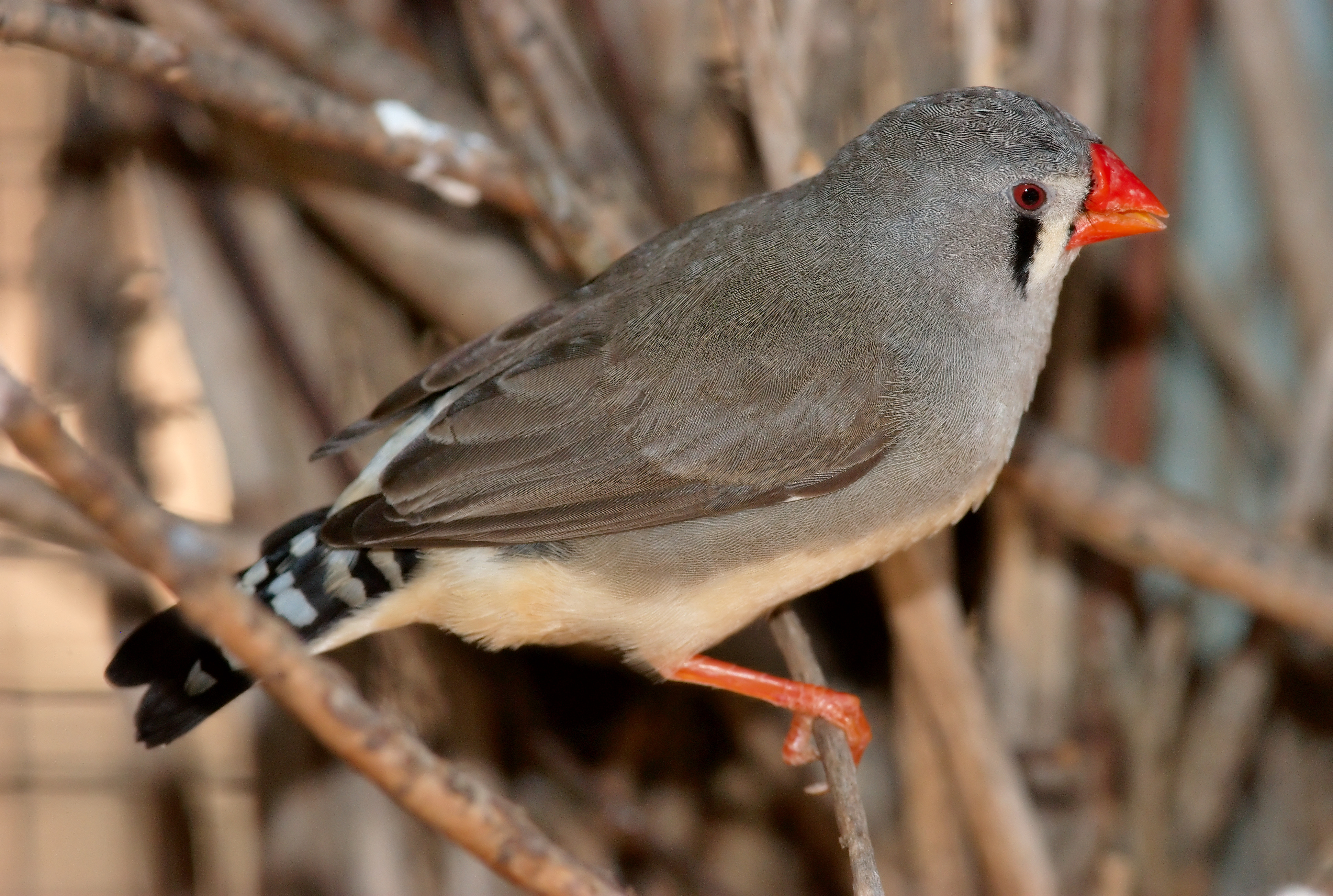
Una femmina: notare la colorazione meno sgargiante.

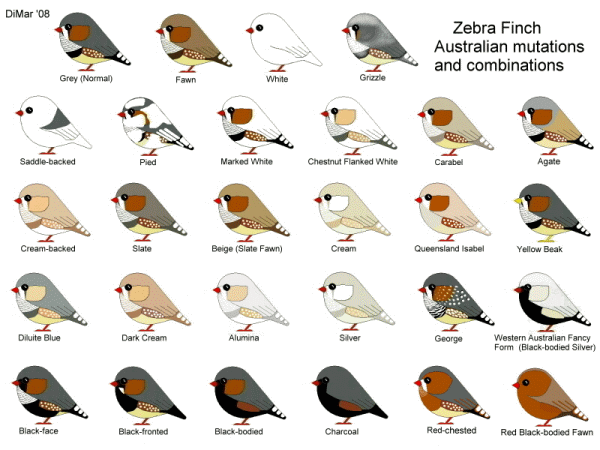
Alcune varianti del diamante mandarino.

Il corpo è piuttosto robusto ed arrotondato, con coda dai margini squadrati e becco tozzo e robusto.
Questa specie presenta un netto dimorfismo sessuale per quel che concerne la colorazione del piumaggio: ambo i sessi si presentano di colore grigio topo sul dorso, con tendenza a schiarirsi nella zona ventrale, fino a divenire bianco su ventre e sottocoda, mentre sulle ali il grigio tende a sfumare nel brunastro. La coda è nera con bande bianche, e sotto gli occhi è presente una caratteristica "lacrima" nera che raggiunge il mento e delimita due mustacchi di colore bianco sporco ai lati del becco. Il maschio di diamante mandarino presenta inoltre una caratteristica macchia di colore arancio su ciascuna guancia (anch'essa delimitata dalla "lacrima"), un disegno zebrato su gola e petto, dove tale disegno culmina in una banda orizzontale nera, oltre a una bavetta anch'essa nera sul mento ed una banda di color rosso mattone punteggiata di bianco sui fianchi. Il becco è di colore arancio-rosato nella femmina, mentre nel maschio esso si presenta di colore rosso corallo: le zampe sono di color arancio in ambo i sessi.
Sono state inoltre selezionate in cattività numerose varianti (circa 50 accreditate) di colore di questo uccello, fra cui "bianco", "pezzato", "guancia nera", "petto nero" etc., le cui particolarità sono facilmente intuibili dal nome.

## Biologia

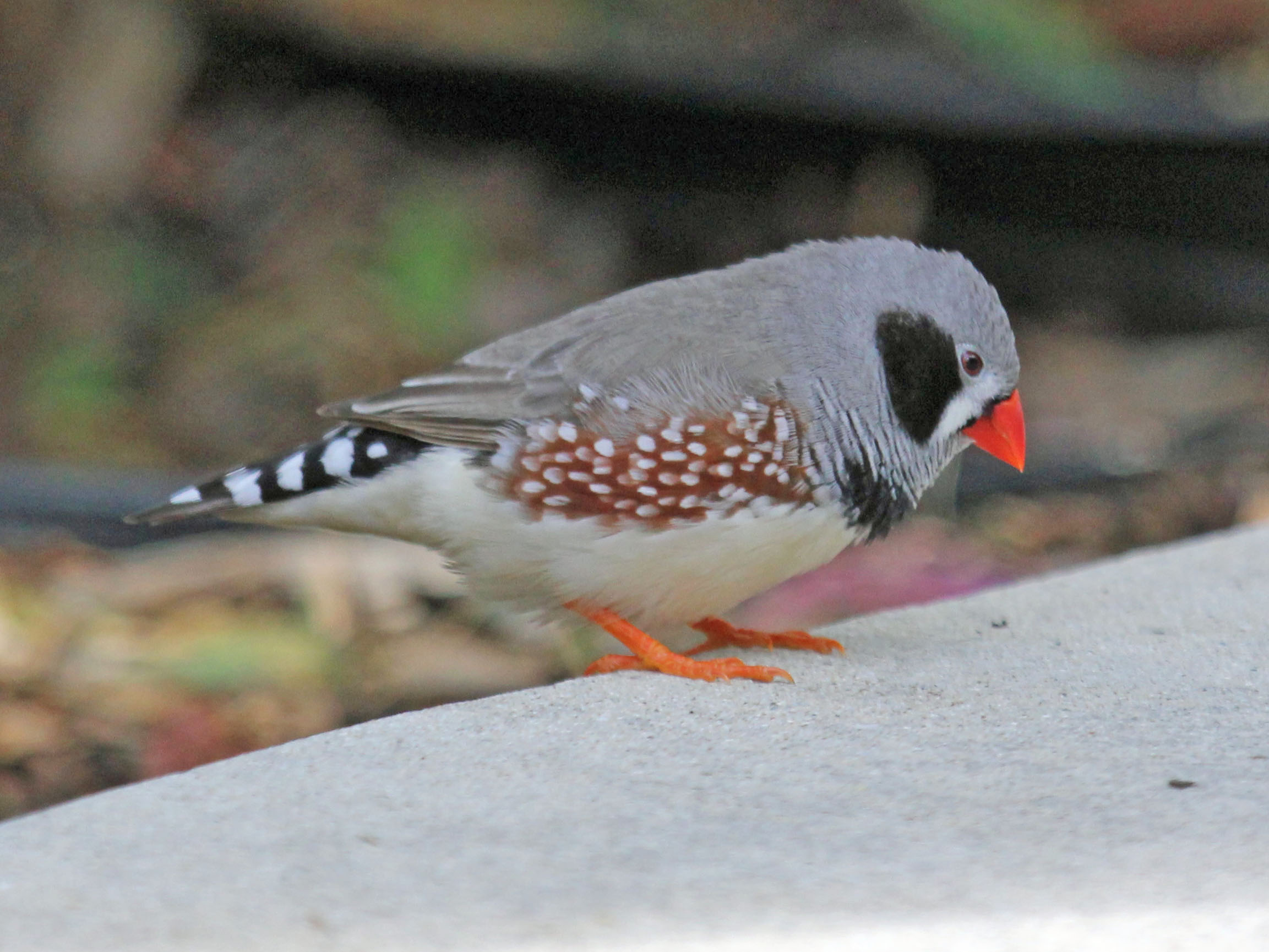
Un maschio di diamante mandarino della varietà "guancia nera" cerca il cibo al suolo.

Si tratta di uccelli diurni e dalle abitudini gregarie, che tendono a muoversi in piccoli stormi di almeno una decina di esemplari d'ambo i sessi, che si tengono in contatto fra loro mediante richiami emessi molto di frequente e che consistono in dei brevi cinguettii la cui complessità è maggiore nei maschi, dove è riscontrabile una diversità individuale del canto con similitudini direttamente proporzionali alla strettezza della parentela fra gli esemplari: ciascun maschio tende infatti a ricalcare il proprio canto su quello del proprio padre, apportando qualche piccola variante che può provenire dall'ascolto di canti di altri maschi o da suoni dell'ambiente circostante. Recenti studi hanno dimostrato che esibirsi in assoli canori alle femmine è un'esperienza gratificante per i maschi. Le femmine, invece, non sono in grado di formulare canti articolati in quanto durante lo sviluppo embrionale non avviene la produzione degli estrogeni in ormoni simil-testosteronici, i quali presiedono allo sviluppo dell'area cerebrale preposta all'evoluzione dell'abilità canora.
I richiami hanno inoltre la funzione di identificare ciascun uccello nell'ambito del gruppo, con gli appartenenti allo stesso che tendono a scacciare gli estranei, specialmente durante il periodo riproduttivo.
Questi uccelli tendono ad essere sedentari, ma non esitano a compiere spostamenti anche di notevole entità in caso di scarsità di cibo od acqua.

### Alimentazione

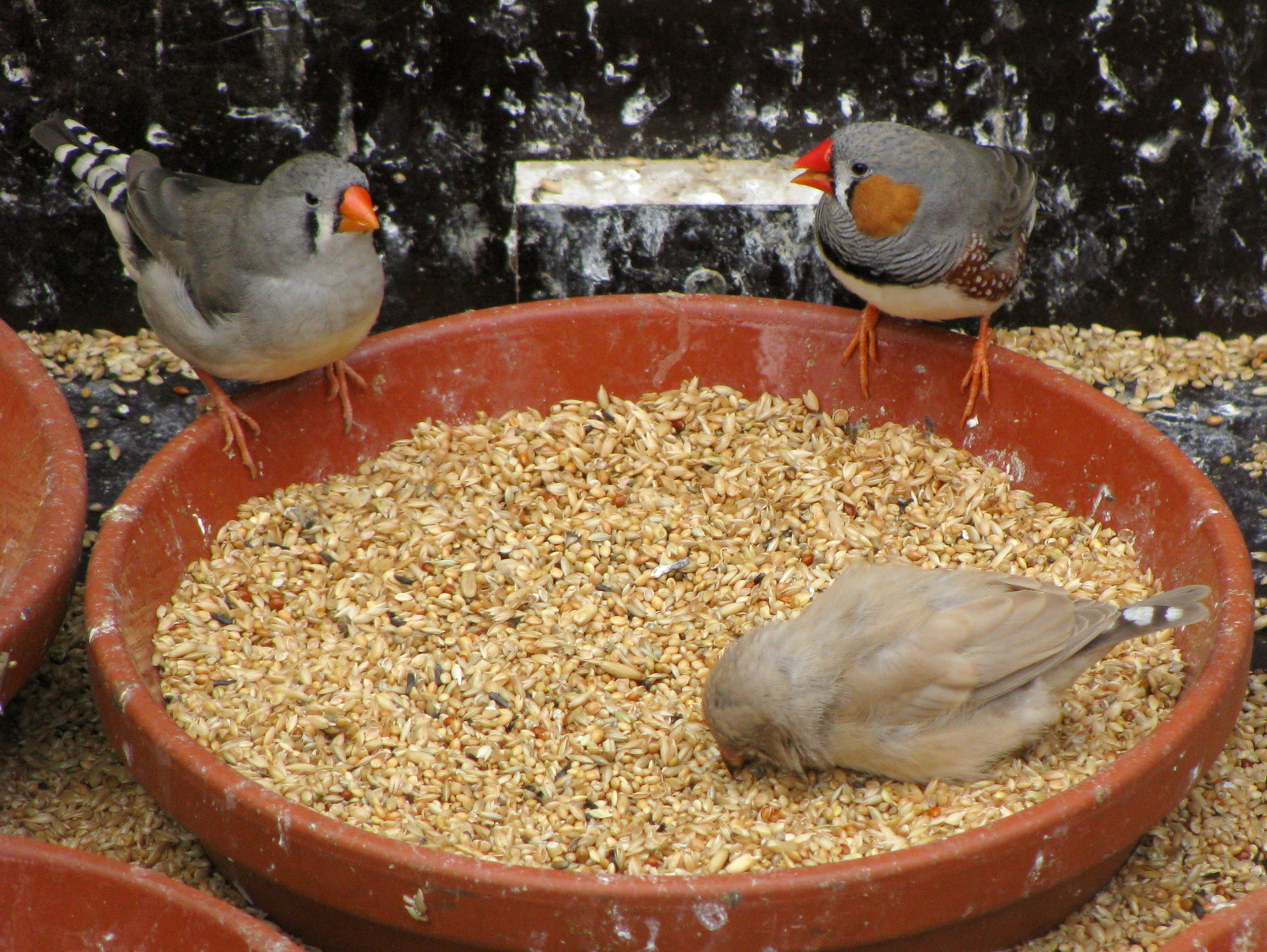
Una coppia si alimenta da una bacinella in cattività.

Si tratta di uccelli principalmente granivori, che si nutrono principalmente di miglio ben maturo; tuttavia, grazie al grosso becco i diamanti mandarini sono in grado di avere ragione anche di semi molto duri, purché di piccole dimensioni. Altri cibi assai graditi sono frutta, verdura e bacche, mentre è abbastanza raro che questi uccelli si cibino anche di piccoli insetti e larve: ciò avviene specialmente durante il periodo riproduttivo e durante la muta, ossia quando è richiesta una maggiore quantità di nutrienti per far fronte alla deposizione ed alla cura dei nidiacei o alla ricrescita del piumaggio.
In cattività, essi accettano di buon grado una comune miscela di semi per esotici, integrata di tanto in tanto con pezzi di frutta e verdura e pastone all'uovo. Mangiano con frequenza anche ossi di seppia o simili, in particolare gli esemplari femmina, dato che aiuta l'assunzione di nutrienti per fare le uova. 
Si tratta di uccelletti molto voraci, che tendono a nutrirsi velocemente lasciando cadere molto cibo al suolo: questo comportamento in natura risulta molto utile per la dispersione dei semi.

### Riproduzione

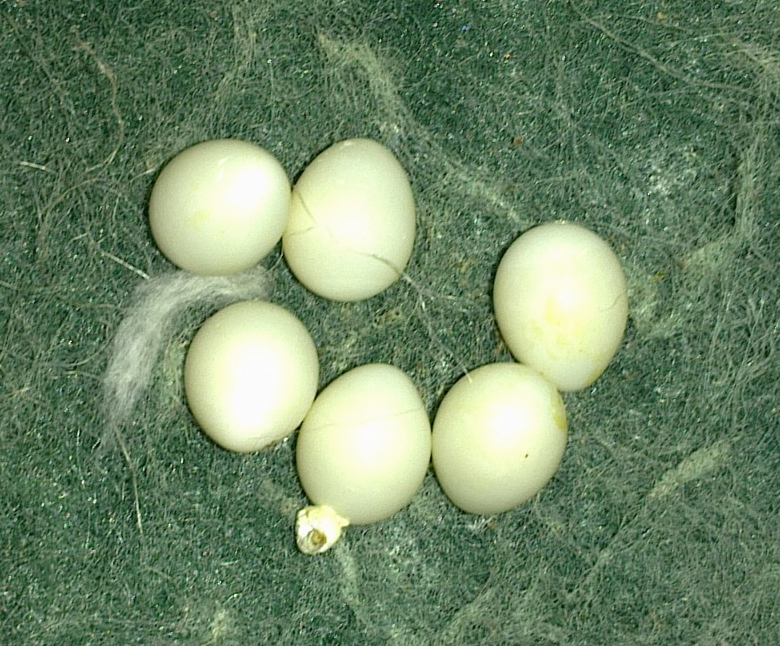
Nidiata di diamante mandarino.

L'evento riproduttivo avviene generalmente in concomitanza con le piogge e non segue una stagionalità precisa, dimodoché i diamanti mandarini sono in grado di riprodursi non appena le condizioni atmosferiche si mostrino favorevoli. Il corteggiamento consiste in una serie di richiami vocali anche elaborati da parte del maschio, che al contempo si esibisce in una sorta di danza fatta di saltelli attorno alla femmina: una volta formatesi, le coppie restano assieme per tutta la vita, sebbene non siano rari casi di infedeltà da parte di ambo i partner. 

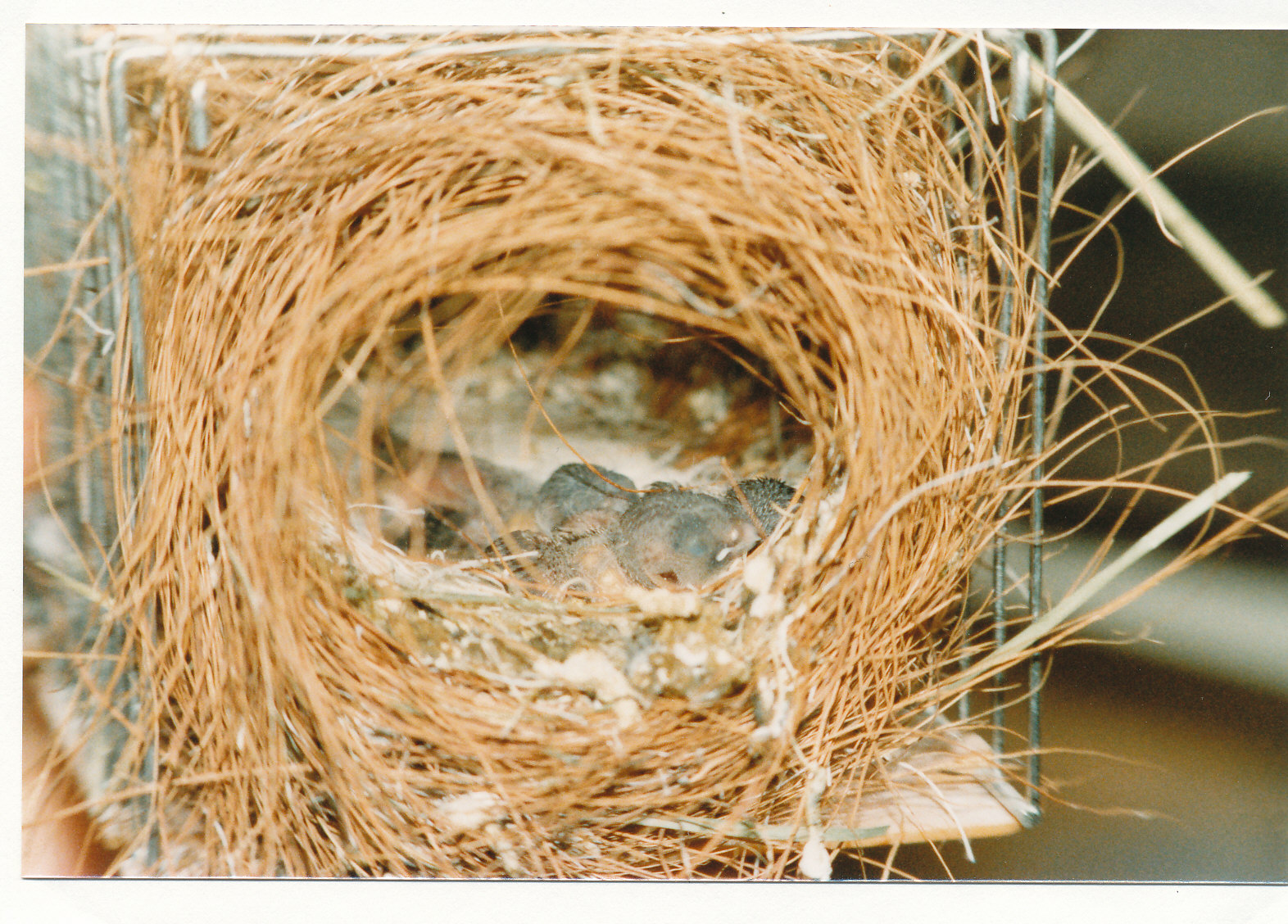
Nido con pulli di circa una settimana.

Ambedue i sessi collaborano nella costruzione del nido, che comincia circa una settimana prima della deposizione: mentre il maschio si occupa dell'architettura generale del nido, la femmina provvede alla sua imbottitura. Il nido ha una caratteristica forma sferica, misura circa 15 cm di diametro e si compone di vari strati di materiale filamentoso finemente intrecciato (principalmente steli d'erba e piccole radici di lunghezza inferiore ai 5 cm, ma anche lanugine, piume, foglie ed in cattività sfilacci di iuta). Il nido viene generalmente ubicato in un luogo appartato e sopraelevato, come la cavità di un albero, il folto di un cespuglio, una tana abbandonata, o anche una cavità nel muro di un edificio: all'interno di esso la femmina depone dalle 2 alle 7 (nella maggior parte dei casi 5) uova di circa 15 mm di lunghezza, deponendone generalmente uno al giorno cominciando a covare attivamente solo dopo la deposizione del secondo o del terzo. Durante la cova (che dura all'incirca due settimane) il maschio tende a sorvegliare i paraggi appollaiandosi sulla sommità del nido e segnalando l'eventuale presenza di pericoli oppure scacciando eventuali rivali (siano essi anche i suoi stessi figli, appartenenti ad una covata precedente): ambo i sessi tuttavia dormono insieme nel nido durante la notte.
I pulli alla nascita sono completamente implumi e si differenziano di circa un giorno d'età l'uno dall'altro, sicché in covate particolarmente numerose non è raro che i nidiacei più grandi si discostino anche di una settimana dagli ultimi schiusi, il che spesso porta alla morte per inedia di questi ultimi, incapaci di competere adeguatamente per il cibo. Come anche negli altri estrildidi, i nidiacei posseggono un disegno particolare e papille in rilievo sul palato, queste caratteristiche che essendo specie-specifiche permettono ai genitori di riconoscerli come conspecifici e di stimolare l'imbeccata vedendo il becco aperto. I diamantini sono genitori solerti ed imbeccano frequentemente i propri pulli, con entrambi i genitori che si alternano in questa operazione.

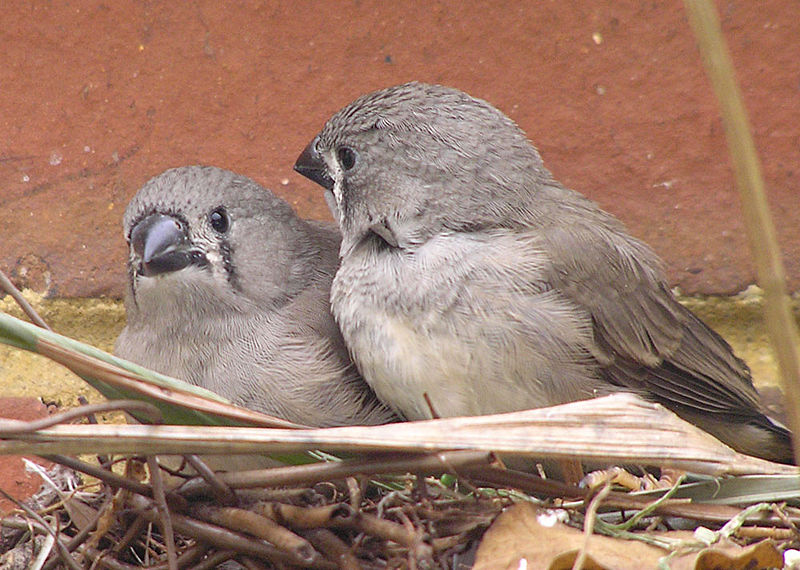
Due esemplari giovani: notare il becco ancora nero.

Ai nidiacei cominciano a spuntare le prime penne attorno alla settimana di vita, mentre tra le due e le tre settimane dalla schiusa essi cominciano generalmente ad avventurarsi fuori dal nido e, qualche giorno dopo, ad involarsi. Essi continuano tuttavia a passare la notte nel nido assieme ai genitori per altre due settimane dopo l'involo, quando si allontanano volontariamente oppure vengono scacciati in maniera aggressiva dai genitori in procinto di portare avanti una nuova nidiata.
Gli esemplari giovani si presentano solitamente di colorazione molto simile a quella delle femmine, eccezion fatta per il becco, che, nella maggior parte dei casi,  è di colore nero fino al mese di vita, quando esso assume la colorazione tipica del sesso dell'animale: le guance del maschio cominciano a colorarsi attorno ai due mesi dalla schiusa.
La maturità sessuale viene raggiunta dopo i tre mesi, con le femmine che a parità d'età tendono ad accoppiarsi più tardi.
L'aspettativa di vita del diamante mandarino in natura si aggira attorno ai 2-3 anni, mentre in cattività questi animali sono più longevi e vivono fino a 11 anni.

## Rapporti con l'uomo

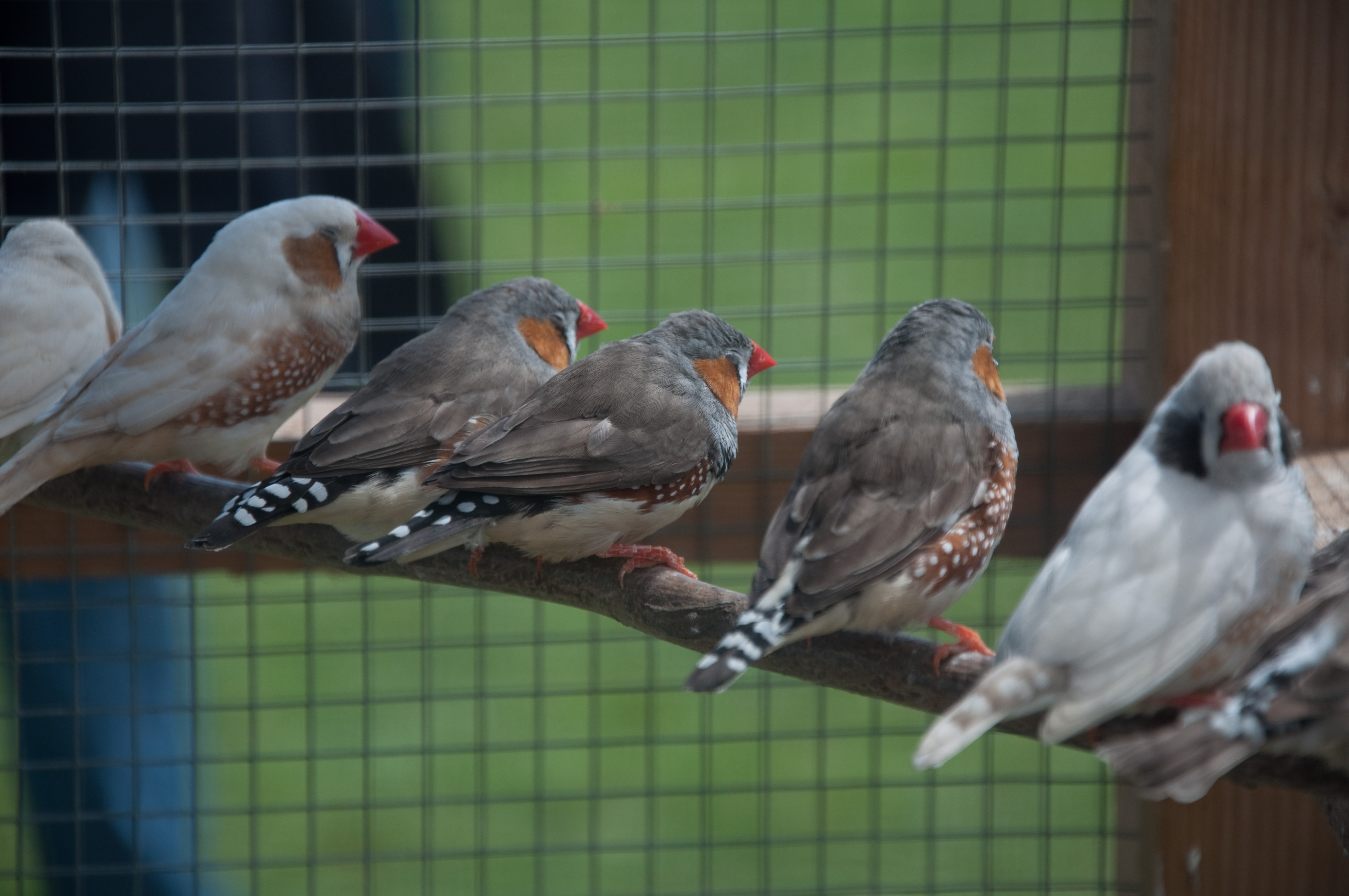
Gruppo di diamantini in voliera: il diamante mandarino è molto apprezzato come animale da compagnia.

Il diamante mandarino, in virtù della sua rusticità e resistenza, unite alla bella colorazione ed alla vivacità, viene allevato e riprodotto in cattività da secoli. Proprio in virtù della facilità di riproduzione, alla monogamia che rende possibile l'allevamento di numerosi esemplari in un unico ambiente ed alla velocità del ciclo vitale, questo uccello viene utilizzato anche come organismo modello nella ricerca scientifica, in particolare per quello che concerne il sistema uditivo ed il meccanismo di raccolta ed immagazzinamento dati nel cervello.

### Conservazione
Nelle aree dove è naturalmente diffuso, il diamante mandarino è molto comune e ben rappresentato, tanto da essere considerato come "a rischio minimo" dallo IUCN. Le popolazioni di questo uccello soffrono tuttavia l'inquinamento, la distruzione dell'habitat e la pressione predatoria da parte di altri animali (soprattutto topi e ratti che depredano i nidi, ma anche dasiuri).
Pur non essendo minacciato, il diamante mandarino (come anche tutte le specie native) nella sua forma selvatica è protetto in Australia dal 1960 e ne viene severamente proibita l'esportazione, a meno di specifiche deroghe concesse dal governo.